# Julius Binder (Philosoph)

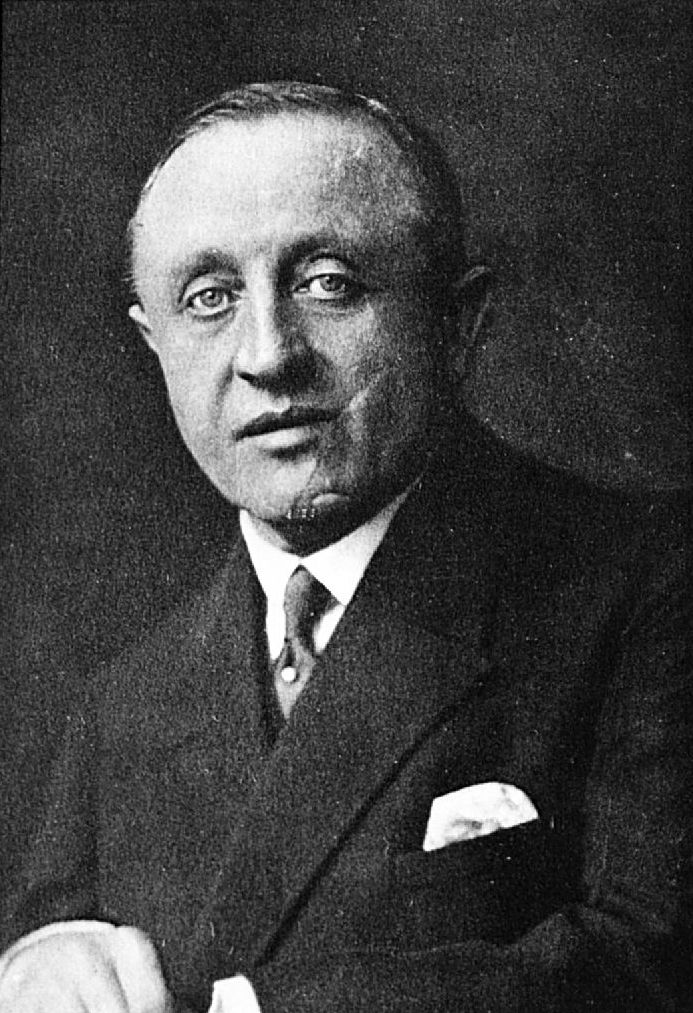
Julius Binder

Julius Binder (* 12. Mai 1870 in Würzburg; † 28. August 1939 in Starnberg) war ein deutscher Rechtswissenschaftler, der vor allem durch seine Beiträge zur Rechtsphilosophie bekannt ist.

## Leben
Nach dem Jurastudium in Würzburg mit Promotion (1894) und Habilitation (1898) wurde er Professor in Rostock (1900), Erlangen (1903), Würzburg (1913) und Göttingen (1919). Er gründete den Internationalen Hegelbund mit und wurde zum Mitglied der Göttinger Akademie der Wissenschaften. Nachdem er in früheren Werken auf den Rechtsbegriff Immanuel Kants zurückgegriffen hatte (so noch in: Rechtsbegriff und Rechtidee aus dem Jahre 1915), wurde er später zu einem entschiedenen Kritiker der neukantischen Rechtsphilosophie, insbesondere der Rechtsphilosophie Rudolf Stammlers. Seit den zwanziger Jahren des zwanzigsten Jahrhunderts vertrat Julius Binder – ebenso wie später Karl Larenz, Gerhard Dulckeit und Walther Schönfeld – einen neuhegelianischen rechtsphilosophischen Ansatz, das System des sogenannten Objektiven Idealismus. Binder war der akademische Lehrer des deutschen Rechtsphilosophen und Zivilrechtlers Karl Larenz.
Vor der nationalsozialistischen „Machtergreifung“ hatte Binder noch mit u. a. Max Pohlenz, Ludwig Prandtl, Hermann Thiersch, Hugo Willrich und Hermann Kees zu einer Gruppe von Göttinger Professoren gehört, die am 8. und 11. März des Jahres anlässlich der bevorstehenden preußischen Gemeinderatswahlen im Göttinger Tageblatt veröffentlichte Wahlaufrufe für die Kampffront Schwarz-Weiß-Rot unterschrieben hatten. Schon seit 1890 war er Mitglied des Corps Bavaria Würzburg. Zum 1. Mai 1933 trat Binder der NSDAP bei (Mitgliedsnummer 3.551.565). Er war auch Mitglied im Ausschuss für Rechtsphilosophie in der Akademie für Deutsches Recht unter Hans Frank. Nach dem Zweiten Weltkrieg wurde Binders Schrift Der deutsche Volksstaat (1934) in der Sowjetischen Besatzungszone auf die Liste der auszusondernden Literatur gesetzt. In der Deutschen Demokratischen Republik folgte auf diese Liste noch sein Der 28. Juni und die Kriegsschuldfrage (1929).

## Rechtsphilosophie
Binder änderte seit 1911 wiederholt seinen rechtsphilosophischen Standpunkt, wobei Horst Dreier vier Zeitabschnitte unterscheidet, die jeweils mit einem von Binders Hauptwerke eingeleitet wurden: Der juristische Positivismus in Rechtsnorm und Rechtspflicht (1912), der neukantianische Kritizismus in Rechtsbegriff und Rechtsidee (1915), der Objektive Idealismus in Philosophie des Rechts (1925) und der Absolute Idealismus in Grundlegung der Rechtsphilosophie (1935). Die nach seinem Schüler Karl Larenz „entscheidende Wendung“ war dabei der Wandel vom Kritizismus zum Objektiven Idealismus: Denn während seine ersten beiden Standpunkte trotz ihrer Unterschiede noch im Positivismus verhaftet waren, sind die letzten beiden im Metaphysischen zu verorten. Die Werke skizzieren deshalb Binders schrittweise Entwicklung zum Totalitarismus. Die Entwicklung erfolgte jedoch schleichend und zwischen den Hauptwerken gab es Zwischenzeiträume.

## Engagement für den Nationalsozialismus
Binder gilt wie Karl Larenz, Ernst Rudolf Huber oder Erik Wolf als ein Rechtsphilosoph, der das nationalsozialistische Rechtssystem nicht nur nicht kritisierte, sondern durch seine Arbeit aktiv zu unterstützen versuchte. Schon seit seiner Hinwendung zum Idealismus im Jahr 1925 sympathisierte Binder mit totalitären und völkischen Ideen. In Philosophie des Rechts aus dem Jahr 1925 lehnte er bereits jedweden Individualismus ab und vertrat seinen später charakteristischen Gemeinschaftsgedanken, den Karl Larenz im selben Jahr wie folgt zusammenfasste:

„In Binders Rechtsphilosophie verschafft sich zum ersten Male das neue deutsche Gemeinschaftserlebnis, die Erfahrung der Lebenswirklichkeit ‚Volk‘ in der Rechtsphilosophie einen Ausdruck. Binder kämpft hier gegen den Individualismus, der das Recht und den Staat nur vom einzelnen her sieht, sie entweder – liberalistisch – auf den Schutz der als Willkür verstandenen Freiheit des Einzelnen oder – demokratisch und marxistisch – auf den kollektiven Nutzen, die Wohlfahrt ‚aller‘, das ‚größte Glück der größten Zahl‘ begründet. Demgegenüber stellt er den Gemeinschaftsgedanken in den Mittelpunkt seiner Rechtsphilosophie und sucht das Volk, die Nation, als den entscheidenden Träger der politischen und rechtlichen Ordnung zu begreifen.“

Als sein erster wesentlicher Beitrag im und für das NS-Regime gilt die zweite Auflage seines Buches Der deutsche Volksstaat (1934), in der er seine Philosophie ausdrücklich im nationalsozialistischen Sinne modifizierte. Während die Forderung nach dem volksleitenden „Führer“ in der ersten Auflage von 1929 wohl noch eher monarchistisch gemeint war, bezog sie Binder in der zweiten Auflage ausdrücklich auf Adolf Hitler. In Grundlegung der Rechtsphilosophie von 1935 gab er dem Regime ihre weitere rechtsphilosophische Grundlage: Aus dem Gemeinschaftsgedanken schlussfolgerte Binder die Ablehnung des Liberalismus, die Abschaffung der Parlamentarischen Demokratie und die Verfolgung sowie Ausweisung von „Fremdvölkischen“ zwecks der Schaffung einer echten, biologistischen „Volksgemeinschaft“. In System der Rechtsphilosophie von 1937 versuchte er erstmals den Begriff vom „Führerstaat“ rechtsphilosophisch-begrifflich zu fassen und stellte diesen dem Rechtsstaat gegenüber. Es handelte sich um Binders Beitrag zur juristischen Debatte um den Rechtsstaatsbegriff im Nationalsozialismus, wobei er jenem Lager angehörte, welches den Begriff „Rechtsstaat“ nicht im nationalsozialistischen Sinn umdeuten wollte. Wie die meisten nationalsozialistischen Rechtsphilosophen positionierte sich Binder bei der Frage nach dem Ursprung und Geltungsgrund von Recht insoweit, dass alles Recht nur die Äußerung des spezifischen Gemeinschaftslebens ist, also jedes Recht „völkisch“ bedingt sei. Er stand damit dem Konkreten Ordnungs- und Gestaltungsdenken von Carl Schmitt nahe und schlussfolgerte wie dieser, dass es keine allgemeine Rechtsgleichheit geben könne, eben weil jedes Volk als eigene Ordnung sein eigenes Recht schafft. Damit rechtfertigte Binder unter anderem die diskriminierende rechtliche Sonderbehandlung der Juden:

„Das Kriterium, nach dem sich die Frage nach dem Wahren, Schönen und Guten beantwortet, ist überhaupt nicht für alle Menschen dasselbe, sondern ist verschieden, je nach der rassisch und völkisch bestimmten Eigenart der Menschen. Und so gibt es auch kein für alle Menschen in gleicher Weise geltendes Recht, sondern Recht ist nur, was einem bestimmten, aus einer bestimmten Rasse hervorgetretenem Volke vermöge seiner Eigenart […] als richtige Ordnung seines Gemeinschaftslebens erscheint.“

Binder blieb bis zu seinem Tod im Jahr 1939 Anhänger des Nationalsozialismus. Trotzdem äußerte er häufiger Kritik an dessen rechtsphilosophisch wackligem Fundament, wobei sich diese wohl weniger an das Hitlerregime selbst, als an die Juristenlandschaft richtete. Eine Kritik richtete sich an die Gemeinschaftsdefinition: Nach Erlass der Nürnberger Gesetze vom 15. September 1935 bemühten sich die Rechtsgelehrten, den rassisch bestimmten Volks- und Gemeinschaftsbegriff dieser Gesetze juristisch zu definieren. Das wollte aber aus mehreren Gründen nicht ganz gelingen: Zum einen wurden die wesentlichen ideologischen Begriffe des Nationalsozialismus immer nur mythisch umschrieben, aber nie eindeutig festgelegt, zum anderen unterlag die gesamte Bewegung der autoritären Führerwillkür, sodass sich kaum eindeutig definierbare, beständige Leitgedanken aus der nationalsozialistischen Weltanschauung formulieren ließen. Diesen Umstand kritisierte Binder in seinem Aufsatz Die Bedeutung der Rechtsphilosophie für die Erneuerung des Privatrechts aus dem Jahr 1938, indem er schrieb: „eine wirkliche Definition der Gemeinschaft habe ich nirgends gefunden.“ Ebenso laute Kritik äußerte er gegenüber dem Konzept der „Gliedpersönlichkeitsstellung“, die besonders von Theodor Maunz, aber auch von Ernst Rudolf Huber, Ulrich Scheuner und Roland Freisler beworben wurde. Hiernach dürfe das Individuum keine eigene subjektive Freiheitssphäre gegenüber dem Staat mehr haben, sondern sei nur ein Glied des Volksganzen. Das Recht biete also nicht mehr Rechten und Pflichten, sondern nur noch Pflichten, an die sich der Einzelne zu halten hat, um die Volksgemeinschaft zu erhalten. Binder kritisierte 1938 eine solche Gemeinschaft als „formlosen Brei, in dem er der Einzelne versinkt und zugrunde geht“ und verwies auf die – nach hegelschen Gedanken – dialektische Synthese zwischen dem Recht der Einzelpersönlichkeit und der Gemeinschaft.

## Schriften (Auswahl)

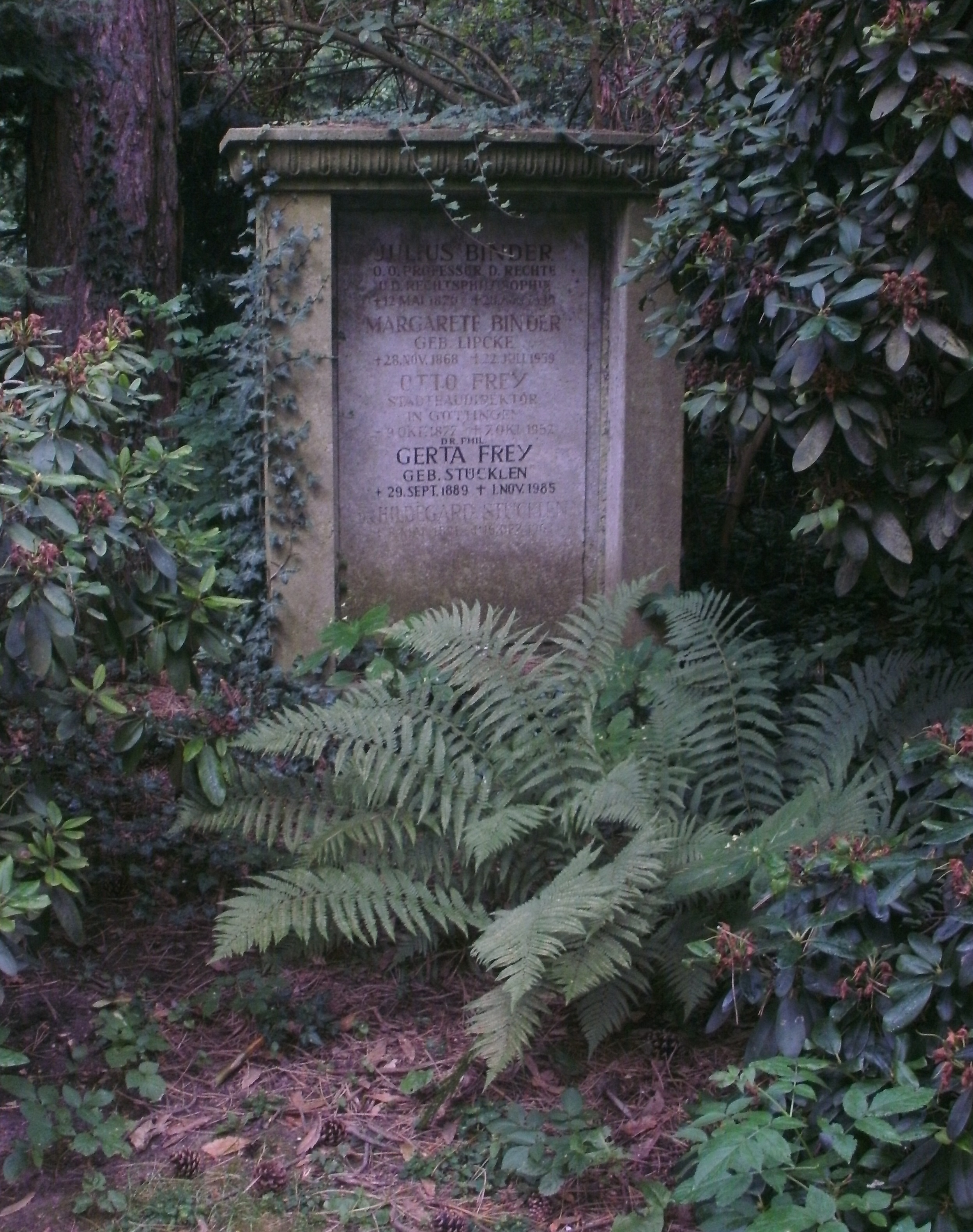
Binders Grab auf dem Stadtfriedhof (Göttingen)

- Das Problem der juristischen Persönlichkeit. Leipzig 1907.
- Rechtsbegriff und Rechtsidee. Leipzig 1915.
- Philosophie des Rechts. Berlin 1925.
- Der 28. Juni und die Kriegsschuldfrage. H. Beyer & Söhne, Langensalza 1929.
- Der deutsche Volksstaa.t, Mohr, Tübingen 1934.
- Grundlegung zur Rechtsphilosophie. Tübingen 1935.
- System der Rechtsphilosophie. Berlin 1937 (2., vollkommen neu bearbeitete Auflage von Philosophie des Rechts).
- Die Bedeutung der Rechtsphilosophie für die Erneuerung des Privatrechts. In: Justus W. Hedemann (Hrsg.): Zur Erneuerung des Bürgerlichen Rechts. München/Berlin 1938, S. 18–36.